# Język ami
Język ami, także: ame, amijangal – prawie wymarły język Aborygenów z Terytorium Północnego, należący do języków wagaydy.
W 2007 roku szacowano, że ok. 30 osób posługiwało się tym językiem.